# Adobe Reader
Adobe Reader är ett gratis datorprogram från Adobe Systems som läser PDF-dokument. Tidigare (till och med version 5.0.x) hette det Adobe Acrobat Reader.
Adobe Acrobat är namnet på fullversionen till salu från Adobe Systems som kan skapa och redigera PDF-dokument.